# NGC 841
NGC 841 (również PGC 8372 lub UGC 1676) – galaktyka spiralna z poprzeczką (SBab), znajdująca się w gwiazdozbiorze Andromedy. Odkrył ją William Herschel 17 stycznia 1787 roku. Niezależnie odkrył ją Édouard Jean-Marie Stephan 24 listopada 1883 roku. Jest to galaktyka z aktywnym jądrem typu LINER.